# Geschichte Québecs
Die Geschichte Québecs umfasst die Entwicklungen auf dem Gebiet der kanadischen Provinz Québec von der Urgeschichte bis zur Gegenwart. Dabei erforderten die naturräumlichen Bedingungen extrem verschiedene Lebensweisen. Schwerpunkte der regionalen Kulturen waren der untere Sankt-Lorenz-Strom und die Großen Seen. Die älteste Grabstätte ist 7500 Jahre alt, Kupferproduktion lässt sich ähnlich früh nachweisen. Der Übergang von einer nomadischen zu einer sesshafteren Gartenbauwirtschaft begann bereits vor 6000 Jahren, wurde jedoch erst nach 1000 v. Chr. im Waldlandgebiet dominierend. Kennzeichnend ist zudem die Herstellung von Tonwaren.
Vor rund 4250 Jahren kamen Inuit in den Norden, deren Lebensweise, ähnlich der der Innu und anderer indianischer Völker, an die rauen Verhältnisse angepasst war. Diese Gruppen lebten nomadisch und spezialisierten sich an der Küste auf die Jagd auf Robben und andere Meeressäuger, im Hinterland auf Karibus.
Die ersten Europäer kamen vor 1500 in die Region, die bis 1763 zwischen Franzosen und Briten umstritten blieb. Dabei nutzten beide Seiten seit langem entwickelte Gegensätze und banden sie in parallel zu europäischen Konflikten geführten Kriegen in ihre Bündnissysteme ein. Die Briten teilten die Kolonie Quebec auf, wobei aus Lower Canada (Unterkanada) mit der Entstehung Kanadas 1867 eine eigene Provinz namens Québec wurde. Diese Provinz stach nicht nur durch die französische Sprache, sondern auch durch eine andere Gesellschaftsstruktur, die katholische Konfession und separatistische Tendenzen hervor. Andererseits erzwang diese Tatsache von Kanada eine größere Toleranz gegenüber kulturell abweichenden Binnengesellschaften. Damit öffnete sich in den letzten Jahrzehnten der Blick für die verbindenden historischen Wurzeln der Gesellschaft.

## Frühgeschichte
Die archäologische Erforschung der präkolumbianischen Kulturen setzte in Québec erst in den 1960er Jahren ein. 1961 entstand das Centre d'Études Nordiques an der Universität Laval in der Stadt Québec, 1963 eröffnete die McGill University in Montréal eine anthropologische Abteilung, 1965 wurde die Société d'archéologie préhistorique du Québec gegründet, 1966 entstanden zwei Lehrstühle für Archäologie an der Université du Québec. Zugleich ist die Forschung viel stärker auf private Unternehmen und lokale Initiativen sowie auf die Unterstützung der First Nations angewiesen. Mit Hilfe des Kulturministeriums begann eine Erfassung aller Grabungsstätten. Die archäologische Forschung ist, bevor die eigentliche historische Arbeit an Schriftquellen für die Zeit ab etwa 1535 einsetzen kann, vorherrschend. Als eine der frühesten Schriftquellen sind hier die Berichte der Jesuiten zu nennen, die, um wirksamer missionieren zu können, die Sprachen lernten und versuchten, die Kulturen zu verstehen. Teils noch früher beginnend, aber aus anderer Perspektive, setzten die Aufzeichnungen und Berichte der Entdecker und der frühen Pelzhändler ein.
Im heutigen Québec unterscheidet man drei Gruppen von Ureinwohnern, die Inuit, die Angehörigen der Algonkin-Sprachfamilie und die Irokesen, wobei man zwischen Iroquians, das sind die Sprecher irokesischer Sprachen, und den Iroquois, also den Irokesen im engeren Sinne unterscheidet. Als die europäischen Schriftquellen im 16. Jahrhundert einsetzten, lebten die Irokesen am Sankt-Lorenz-Strom und an den Großen Seen, die Algonkin nördlich davon, etwa zwischen dem 49. und dem 55. Breitengrad, wiederum nördlich davon die Inuit. Neben der Archäologie und der erst spät einsetzenden schriftlichen Überlieferung spielt die mündliche Überlieferung der Ureinwohner, die erstaunlich weit zurückreicht, eine wichtige Rolle, zumal sie oftmals als einzige Quellengattung die angemessene Deutung von Funden ermöglicht.
Die Irokesen zerfielen in zwei Gruppen, in die eigentlichen Irokesen – dazu gehörten die Stämme der Mohawk, Oneida, Onondaga, Cayuga und Seneca – und die mit ihnen verfeindeten Huronen, zu denen wiederum die Huronen im engeren Sinne zählten, dann die Petun (auch Tobacco Nation), die Neutralen, die Erie (auch Cat Nation), die Wenros und die Susquehanna.
Die Algonkin bilden gewissermaßen nur den Ostrand einer große Teile Nordamerikas umfassenden Sprachfamilie. Zu ihnen zählen in Québec die Innu (häufig noch Montagnais genannt), Naskapi, die Micmac oder Mi'kmaq (die die Franzosen anfangs Souriquois nannten), die Maliseet, Abenaki, Cree, Algonkin und Saulteaux.
Die Inuit (früher Eskimo genannt) kamen erst relativ spät, um 2250 v. Chr., nach Labrador. Ihre Selbstbezeichnungen lauten Yuit, Inuit, Inuvialuit, Inupiat usw.

### Älteste Funde
Die ältesten Funde reichen in Québec bis in die Zeit um 8000 v. Chr. zurück. Sie fanden sich am Lac Mégantic nahe der Grenze nach Maine und weisen auf eine Kultur von Jägern und Sammlern hin, die Projektilspitzen vom Typ Folsom benutzten.

### Archaische Kulturen
Vermutlich folgten die aus dem Westen kommenden Plano-Leute den großen Karibu-Herden ostwärts, immer entlang der Vereisungsgrenze. Esker boten hier Wege durch die unwegsame Landschaft. Eine Projektilspitze aus Neuengland, datiert auf 6000 bis 5000 v. Chr., gehört wohl der gleichen Kultur an, wie die in Vermont (John’s Bridge Site, ca. 6000 v. Chr.), wo Bohrer und vor allem Hausspuren ergraben wurden. Schwerpunkte der regionalen Kulturen waren der untere Sankt-Lorenz-Strom und die Großen Seen. Die ersten größeren Monumente stellen Grabhügel dar, die Burial Mounds. Die älteste Fundstätte, die Hinweise auf religiöse Vorstellungen erbrachte, ist die L’Anse Amour Site an der Ostküste von Labrador (Provinz Neufundland und Labrador). Es handelt sich um ein Grab aus der Zeit um 5500 v. Chr. Offenbar hatte sich eine mehr oder minder gefestigte Hierarchie innerhalb dieser Gesellschaften entlang des Sankt-Lorenz-Stroms entwickelt. Ob es sich hierbei um eine zusammenhängende Kulturregion handelte (auch Proto-Laurentian genannt), ist umstritten. Daher spricht man eher von Komplexen (complexes). Ihre Artefakte reichen von etwa 5500 v. Chr. bis 1000 v. Chr.
Die dieser Kultur zugerechneten Gruppen werden als Maritime Archaic People (dabei wird eine frühe – 6000 bis 4000 v. – und eine mittlere Periode – 4000 bis 1000 v. Chr. – unterschieden) bzw. als Red Paint People bezeichnet, was auf den Gebrauch roten Ockers zurückgeht.
Zwischen 2000 und 1500 v. Chr. kühlte Labrador erheblich ab, wovon die nördlichen Küstenkulturen stark betroffen waren. Die vor 4000 v. Chr. in Zentrallabrador ansässigen Gruppen räumten das Gebiet. Um 2250 v. Chr. zogen Inuit, die um 3000 v. Chr. aus Asien kommend Nordamerika erreicht hatten, bis in diese Gegenden südwärts. Auch Jäger aus dem Inland erreichten die Küsten. Um 2000 bis 1700 v. Chr. scheinen zudem Völker aus dem Süden bis Neubraunschweig nordwärts gezogen zu sein (Susquehanna Archaic People), doch vielleicht wurden hier auch nur Techniken nordwärts weitergereicht.
Die Middle Great Lakes-St. Lawrence-Kultur (oder Laurentian Archaic) hatte ihr Zentrum um das Gebiet des heutigen Québec und in Ontario. Sie reichte bis 4000, vielleicht bis etwa 5500 v. Chr. zurück. Das Ottawa-Tal gilt als ein Zentrum der Kupfer-Produktion, ein Metall, das für Pfeilspitzen, Ahlen, aber auch Beile usw. gebräuchlich war. Offenbar wurden auch heilige Plätze, zunächst wohl Beerdigungsstellen, gepflegt; Verbrennung ist nachweisbar. Parodontitis, Arthritis bei den Älteren und Knochenbrüche waren die häufigsten Erkrankungen. Wahrscheinlich drangen Völker von Süden her vor, doch ist das Laurentian, ähnlich wie der Middle Archaic complex archäologisch anfangs schwer zu fassen. Hier ist etwa ein halbmondförmiges Messer, das Ulu, kennzeichnend. Dichtere Bevölkerung und komplexere Kulturen bewirken jedoch nach und nach eine Zunahme von Funden und eine größere Eindeutigkeit der Zuordnung.

### Der Süden: Waldland (Woodland)
Die drei auffälligsten Veränderungen in der Zeit ab etwa 1000 v. Chr. sind die klimatische Stabilisierung etwa auf dem heutigen Niveau, sowie die Einführung zweier neuer Techniken. Die eine, die Herstellung von Tongefäßen, erreichte das Gebiet des heutigen Kanada wohl auf dem langen Weg von Südamerika über Florida. Die andere, Pfeil und Bogen, kam aus Europa oder Asien und wurde wohl erstmals von Paläo-Eskimos eingesetzt.
Die Frühe oder Anfängliche Woodland-Periode erstreckt sich auch an den Großen Seen und dem Sankt-Lorenz-Strom von etwa 1000 v. Chr. bis 500 n. Chr. Die Periode zeichnet sich durch die Verbreitung von Tonwaren aus, einer vorher nicht bekannten Technik. Auf diese Kultur gehen wohl die Irokesen zurück, aber auch einige der Algonkin-Stämme. Lange wurde der Übergang von einer Jäger- und Sammlergesellschaft zu einer Gartenbaugesellschaft zu stark betont. Dennoch nahm die Bedeutung des Kürbisses immer mehr zu, wenn auch offenbar sehr langsam. Kürbisse wurden bereits um 4000 v. Chr. in Maine angepflanzt.
Mit der frühen Waldlandperiode endet auch an der Ostküste die archaische Phase. Die ethnischen Gruppen, die hinter den Artefakten der jüngeren Kulturphasen standen, dürften die Vorfahren der heutigen Mi'kmaq, Maliseet (in Kanada Welastekwíyek, Leute vom Sankt-Lorenz-Strom) und Passamaquoddy (die in Kanada nicht als First Nation anerkannt werden) sein. Aus archäologischer Perspektive liefern zahlreiche Keramikgefäße bereits vor 500 v. Chr. erheblich mehr Merkmale und Funde. Dabei unterscheidet man die Verzierungen an den Gefäßen in durch eine Art Stempel aufgebrachte im Norden und in solche im Süden, die durch Eindrücken eines Bandes erzeugt wurden (etwa zwischen Trois-Rivières und Québec). Im besser erforschten Neubraunschweig zeigt sich, dass die Sesshaftigkeit in der kalten Jahreszeit (bei den shell midden sites, Abfallhügeln vor allem aus Muscheln) sich durchgesetzt hatte, manche Dörfer waren wohl schon ganzjährig bewohnt. Die Bedeutung von Schalentieren nahm deutlich zu, obwohl einige Funde zeigen, dass sie bereits sehr viel früher von hoher Bedeutung waren. Von der rund 1700 km entfernten Adena-Kultur übernahm die Region teilweise die Beerdigungspraktiken, partizipierte jedoch auch selbst an ihrer Entwicklung, wie der Fundort Miramichi River zeigt, der bis in historische Zeit den Mi'kmaq als heilig galt. Damit würde ihre mündliche Tradition 2500 Jahre zurückreichen.

### Der Norden: Innu, Inuit, Naskapi
Der älteste Fund im Norden wurde am Nordende der Kamestastin Narrows gemacht. Es handelt sich um eine Klinge, die auf 5200 v. Chr. datiert wurde. Ähnlich alt ist die Fundstätte von Pess, die zum Tshumushumapeu Complex gehört (ca. 5000 v. Chr.), deren Quarzitklingen möglicherweise noch älter sind.
Die meisten der Funde in Labrador stammen aus dem Umkreis der Jagd auf Karibus, von der die regionale Kultur abhing. Steinbeile, Vorratsgruben, Steinklingen von Speeren (bis um 3000 v. Chr. zurückreichend), Kratzer für die Karibuhaut stammen ebenfalls aus Kamestastin (ca. 3000 v. Chr.).
Die früheste Phase wird als Frühes Maritime Archaic bezeichnet (ca. 6000 bis 2500 v. Chr.). Die ersten Bewohner jagten Walrosse und Robben, dazu Fisch und Wild, vor allem Karibu. Quarz- und Quarzitklingen sowie dreieckige Klingen sind kennzeichnend für diese frühe Phase, dazu kommen kleine runde Kratzer, Steinbeile und Meißel. Begräbnisstätten fanden sich an der Küste von Labrador und Québec, der Belle-Isle-Straße bei Blanc-Sablon und bei L’Anse-Amour. Dort fand sich das Skelett eines etwa 12-jährigen Jungen in Bauchlage, mit einem großen Felsen auf dem Rücken, dazu Werkzeuge und eine Flöte (ca. 5500 v. Chr.). Auch im Norden von Labrador, in Nain, lässt sich diese frühe Phase nachweisen.
Ihr folgte das späte Maritime Archaic (ca. 2500 bis 1500 v. Chr.), zu dem zahlreiche Fundstellen zwischen Petit Mécatina und Blanc-Sablon gehören. Kennzeichnend ist neben den genannten Werkzeugen der Ramah Chert, eine durchscheinende Gesteinsart, die es nur im Norden Labradors gibt. Nun herrschten nicht mehr Mounds vor, sondern Friedhöfe, die roten Ocker und zerbrochene Werkzeuge enthalten – möglicherweise um ihren „Geist“ zu entlassen. Mehrere Familien lebten bereits in Langhäusern. Da sich das Leben offenbar von dem der benachbarten Gebiete, wie Labrador unterschied, spricht man hier vom Mecatina-Komplex.
Zwischen 500 v. Chr. und Christi Geburt kam es zur stärksten Abkühlung in der Nacheiszeit, so dass Inuit, die ein entsprechend angepasstes Leben führten, bis in den Süden Labradors zogen. Einige ihrer Nachfahren handelten sogar noch bis ins 18. Jahrhundert mit den Basken von Mécatina, die dort auf Walfang gingen. Ihr südlichster Punkt war die Gegend um Hopedale. Bei dieser Kultur fallen vor allem die als microblades bezeichneten winzigen Steinklingen auf. Sie lebten eher in Zelthäusern, die mit dem Fett von Säugetieren erleuchtet wurden, nicht mit Holz. Ihre Kultur wurde für ca. 500 Jahre von der Dorset-Kultur abgelöst. Doch reichte ihr Einfluss nicht westwärts über St. Paul hinaus. Um 500 erlosch diese Kultur im Süden Labradors, hielt sich aber im Norden bis etwa 1300, als sie von den heutigen Inuit verdrängt oder aufgesaugt wurde.
Überlappend findet sich die so genannte Intermediate Indian Period (ca. 1500 v. Chr. bis Christi Geburt), die sich im Inneren Labradors und teilweise am Sankt-Lorenz-Mündungsgebiet hielt. Eine wohl aus dem Westen eingewanderte Gruppe verdrängte langsam die Inuit-Kulturen nordwärts. Ihre Kultur konzentrierte sich weniger an den Meeresküsten als an Flüssen und Seen. Eingeschäftete Klingen, blattförmige Messer, Kratzer mit vergrößerten Enden und Abschlagklingen herrschten nun vor – weiterhin aus dem exotischen Ramah Chert. Erstmals erscheinen nun Handelsobjekte, z. B. aus Kupfer.
Die Späte Indian Period oder Innu-Kultur begann etwa vor 2000 Jahren. Das Gebiet von Nord-Québec, Labrador und Neufundland scheint nun wieder ein relativ einheitlicher Kulturraum gewesen zu sein. Während dieser Zeit sind die Inuit schwer zu fassen bzw. von anderen Volksgruppen abzugrenzen, weil sie ihren Lebensstil anpassten, doch haben sie offenbar mit den im 16. Jahrhundert ankommenden baskischen Walfängern kooperiert.

### Regionen
Bedingt durch naturräumliche Unterschiede und davon abhängende historische Rollen, wie etwa als Transportwege oder Rohstoffvorkommen, als Tundren mit großen Jagdwildherden oder dichten Wäldern, durch verschiedene Kulturen geprägte Gruppen und durch Bündnissysteme, lassen sich für die voreuropäische Zeit etwa zehn Kulturregionen unterscheiden.
Die in der im Winter sehr kalten Region Abitibi-Témiscamingue lebenden Menschen waren Nomaden. Ihre Spuren lassen sich bis etwa 6000 v. Chr. zurückverfolgen, ihre Hauptbeute war das Karibu. Um 1000 begannen sie Tonwaren herzustellen, eine Tätigkeit, die lange als das Unterscheidungsmerkmal zu den weiter südlich, am St. Lorenz und an den Großen Seen existierenden Woodland-Kulturen galt. Bis 2006 waren 15 Grabungsstätten zwischen Lac Duparquet und Lac Abitibi, Lac Simon (bei Val-d’Or), Lac Opasatica (Rouyn-Noranda) und am Lac Chicobi (Amos) erschlossen.
Der untere St. Lorenz und der Saint John River, der die Region mit der Fundybucht am Atlantik verbindet, bilden ein Netzwerk von Transportwegen. Dabei war die Region viel stärker bewaldet als heute und bot dementsprechend andere Lebensmöglichkeiten. Da die in der Nacheiszeit rückläufigen Wassermengen den Flusspegel stufenweise absenkten, entstanden Terrassen, die günstige Lagerplätze boten. Jagdbeute waren hier neben Fisch (Lachs, Stör, Stint, auch Hering und Kabeljau), zahlreiche Enten und Gänse. Dazu kamen Robben, möglicherweise auch Schweinswale, an Land die ausgestorbenen Woodland Caribous, Elch usw. Schon um 8000 v. Chr. zeigen sich erste Siedlungsspuren. Eine der ältesten Fundstätten ist Squatec, rund 100 km landeinwärts von Rimouski, wo Funde aus der Zeit zwischen 8700 und 8000 v. Chr. gemacht wurden. Die dort lebenden Menschen benutzten Werkzeuge aus Stein, der aus südlicheren Gegenden stammte – im Gegensatz zu den meisten anderen Fundstätten der Region – und so nimmt man an, dass diese Menschen noch nicht lange in der Region lebten, und daher mit den Gegebenheiten, in diesem Falle Steinlagern, noch nicht vertraut waren. Es handelte sich um späte Paläo-Indianer, die auch Spuren bei Bic, Rimouski und Métis hinterließen. Sie dürften aus dem Westen gekommen sein, ihre Kultur geht auf die dortige Plano-Kultur zurück. Flintlager wurden allerdings später intensiv ausgebeutet, wie der Fundort Témiscouata zeigte. In der späten Woodland-Periode war der untere St. Lorenz eine Region intensiver Kontakte zwischen Irokesen, Algonkin und den dort später ansässigen Maliseet. Die Irokesen lebten dabei bis um 1600 auf den Inseln Île aux Corneilles, Île Verte und Île aux Basques.
Die Region Estrie (engl. Eastern Township) an der Grenze zu den USA war eine Mittelgebirgsregion mit ausgedehnten Wäldern und zahlreichen Gewässern. Die ältesten Funde – dies ergab erst eine Grabung im Jahr 2003 – stammen hier aus der Zeit um 10.000 v. Chr. (zwischen Lac Mégantic und Spider Lake). Die Menschen jagten anfangs möglicherweise noch Mammuts und andere, später ausgestorbene Großsäuger. Der Stein für ihre Klingen stammte partiell vom Munsungun Lake in Maine, in anderen Fällen aus New Hampshire. In voreuropäischer Zeit lebten hier die Abenaki, die sich aber vielleicht bis 1600 das Gebiet mit den um diese Zeit verschwundenen Sankt-Lorenz-Irokesen teilten.
Eine eigene Region stellt das Mündungsgebiet des Saguenay dar. In diesem nördlichen Küstengebiet herrschte die Robbenjagd vor, bot vielerorts sogar die einzige Nahrung. Dabei konnte dank dreier verschiedener Robbenarten ganzjährig gejagt werden, was eine Besiedlung überhaupt erst ermöglichte. An anderen Plätzen wurden auch Biber- und Vogelreste gefunden. Vermutlich lebten hier bereits die Vorfahren der Montagnais oder Innu. Die ältesten Spuren fanden sich bei Cap-de-Bon-Désir, 36 m über der Goldthwait Sea, ein stetig schrumpfender, nacheiszeitlicher See, der die Terrassen am St. Lorenz hinterließ. Sie sind etwa 8100 Jahre alt.

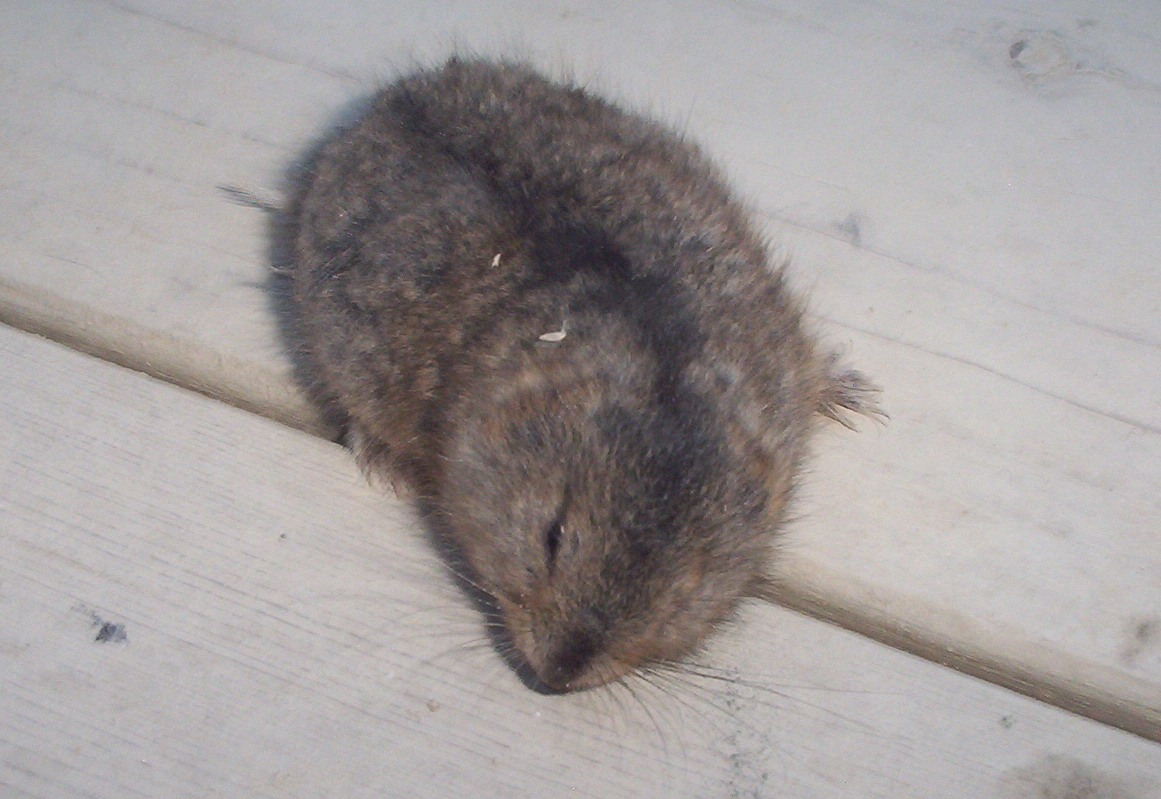
Nordamerikanischer Brauner Lemming

Die Gaspésie-Region trägt ebenfalls eine der ältesten Fundstätten. Um 6000 v. Chr. war die Halbinsel eine Tundra, über die Karibuherden zogen. Anhand von Blutspuren an Speerspitzen ließ sich feststellen, dass neben Robbe und Walross auch Lemming (Lemmus trimucronatus, auch Nordamerikanischer Brauner Lemming genannt), Hase und Lachs bejagt wurden. In der Region entwickelten die Paläo-Indianer eine besonders hoch entwickelte Bearbeitungstechnik für Feuerstein. Häufig verarbeitet wurde Radiolarit, ein ca. 450 Millionen Jahre altes Mineral. 1998 fanden sich Klingen paläo-indianischer Tradition in La Martre. Von den im Umkreis des Ortes gefundenen 25 Stätten stehen mindestens 12 im Zusammenhang mit Paläo-Indianern. In historischer Zeit lebten und leben dort Mi'kmaq, wie die Nation Micmac de Gespeg oder die Micmacs of Gesgapegiag, die ihr Gebiet erfolgreich gegen Irokesen verteidigten.
Montérégie, im Einzugsbereich des St. Lorenz, ist eine der menschlicher Ansiedlung besonders günstigen Regionen. Um 500 n. Chr. wurden die dortigen Bewohner zunehmend sesshaft, da sie immer länger an bestimmten Fischplätzen, wie Pointe-du-Buisson, verblieben, das mindestens seit 3000 v. Chr. aufgesucht wurde. Dabei war die Fangstelle zwar eine Ausnahme, was die Jagdbeute anbetraf, doch auch andernorts wurden Jäger und Sammler zunehmend sesshaft. Die Leute von Pointe-du-Buisson stellten allerdings ganz andere Tonwaren her als ihre Nachbarn. Die Vorfahren der Irokesen begannen um 1000 verstärkt, von Gartenwirtschaft zu leben, vor allem von Kürbis und Mais sowie Bohnen. Dabei lässt sich feststellen, dass anfangs bei der Standortwahl für ein Dorf der Zugang zu Süßwasser dominierte, bald jedoch kamen militärische Aspekte hinzu. Die Erbauer bevorzugten erhöhte Standorte. Die Droulers site, ein Dorf über 7 km vom Lac Saint-François, war dabei um 1350 das bisher größte entdeckte Dorf. Es umfasste eine Fläche von 1,2 ha. In der vergleichsweise dicht besiedelten Region sind inzwischen über 300 Fundstätten bekannt.
Hierin ist Nunavik im Norden der Provinz das Gegenstück. Dabei unterscheidet man in der dünn besiedelten Region eine Paläo-Eskimo-Periode (ca. 2000 v. Chr. bis 1000 n. Chr.) und eine Neo-Eskimo-Periode (ab 700 n. Chr.). Mit ersterer verbindet man die Prä-Dorset- und die Dorsetbevölkerung, mit letzterer die aus Alaska kommenden Thule-Eskimos. Die Prä-Dorset-Leute lebten in Zelten mit einem Durchmesser von 4 bis 5 m, doch waren ihre Dörfer nicht so groß wie auf Baffin Island. Auch passten sie ihr Beutespektrum den vergleichsweise südlichen Gebieten an und jagten auch Vögel, vorrangig aber Karibus. Die Dorset-Leute jagten verstärkt Robben und lebten dementsprechend weniger nomadisch. Um 1000 erwärmte sich das Klima für einige Jahrhunderte. Nach 1300 wanderten Waljäger ein, deren Beutetiere von der Erwärmung besonders profitiert hatten. Sie jagten in hochseetüchtigen Kajaks, den Umiaks. Diese Neo-Eskimos, die Vorfahren der Inuit, dominierten bald Nunavik.
Ähnlich dicht bevölkert wie das St.-Lorenz-Tal war das Tal des Ottawa. Dennoch war das dichte Waldgebiet für Karibujäger, wie die Paläo-Indianer, nicht geeignet. Daher setzte die Besiedlung erst um 4500 v. Chr. ein. Die Bewohner entwickelten schon früh ein weiträumiges Handelssystem über die Flussläufe und Seen, so dass ihre Steinklingen aus Onondaga-Flint bestanden, der sich südlich des Ontariosees fand. Ebenso stammte weißer Quarzit aus der Gegend um den Lac Mistassini, oder anderer wieder von der Hudson Bay. Auf der Isle aux Allumettes und auf Morrison Island fanden sich Spuren der Kupferverarbeitung, die im Laurentian Archaic auf eine Kupferindustrie hinweisen. So entstanden hier Pfeilspitzen, Nadeln und Ahlen, Flöten und Beile aus Kupfer. Das von Natur aus recht rein vorkommende Kupfer wurde plattgehämmert und zu Röhren verarbeitet, aus denen man die gewünschten Formen herstellen konnte. Außerdem fanden sich mehr als 60 Grabstätten auf den beiden Inseln. Die älteste stammt aus der Zeit um 3300 v. Chr. Kennzeichen der sich anschließenden Woodland-Periode ist Ton, aus dem Gefäße hergestellt wurden (ab 1000 v. Chr.).
Zwischen Québec und Cap Tourmente befindet sich eine der Regionen, die, obwohl dicht besiedelt, erst spät erforscht wurde. Cap Tourmente ist eine der Stellen, an denen Jacques Cartier 1535 Pelze eintauschte. Weiter oberhalb zählte er vier Irokesendörfer, Ajoaste, Starnatan, Tailla und Sitadin, schließlich Stadacona in der Nähe des späteren Québec. Anfang der 1980er Jahre entdeckte man tatsächlich ein Irokesendorf, allerdings westlich von Québec. Doch bald wurde neben zahlreichen Fischcamps endlich ein Dorf flussabwärts gefunden, das heute „Royarnois“ genannt wird und auf einer Terrasse liegt. Mindestens vier Langhäuser barg die Fundstätte, jedoch aus verschiedenen Zeiten. Nirgendwo sonst wurden so viele Tonwaren aus der späten Woodland-Phase (1000 bis 1600) gefunden, wie hier. Möglicherweise handelt es sich um das von Cartier erwähnte „Ajoaste“. Spätestens um 1300 wurde das Dorf erstmals aufgebaut. In dieser Zeit begannen die Irokesen verstärkt vom Gartenbau, vor allem von der Trias Mais, Kürbis, Bohnen abzuhängen. Dennoch wichen sie von ihren westlichen Nachbarn, die sesshaft wurden, insofern ab, als sie weiterhin saisonale Wanderungen durchführten. So zogen die Leute von Stadacona zu Cartiers Zeit flussabwärts bis nach Tadoussac und in die Gaspé-Bucht. Bis 1989 wurde im Raum Québec praktisch nur der Hauptplatz von Québec, die Place Royale, systematisch ergraben. Schon in der ersten Grabungskampagne fanden sich allein bis Cap Tourmente 20 Fundplätze.
Schließlich ist als archäologischer Schwerpunkt die Region Saguenay–Lac-Saint-Jean zu nennen. Sie bildet das Zentrum verschiedener Kommunikationsnetze, die die Siedlungsgebiete miteinander verbanden. Die Siedlungsschwerpunkte waren der Saguenay-Fluss und der Lac Saint-Jean. Dennoch war die Region unter ethnologischen Gesichtspunkten zweigeteilt: Zwischen Tadoussac und Chicoutimi lebten mit dem St.-Lorenz-Tal zusammenhängende Irokesen am Saguenay, während weiter flussaufwärts und am besagten See Algonkin lebten, die Vorfahren der heutigen Ilnus. Diese lebten viel stärker von Pflanzen und Tieren des Festlands, während man sich weiter flussabwärts auf Fisch und sonstige Wassertiere konzentrierte. Dabei sind die Ufer am Fluss oftmals so steil, dass nur an Stellen, wie der Mündung des Rivière de Sainte-Marguerite größere Ansiedlungen möglich waren. Vermutlich zogen in der Archaischen Periode ab etwa 4500 v. Chr. Menschen flussaufwärts.
Mit den Europäern, die ab etwa 1500 immer häufiger auftauchten, begann der Pelzhandel, der die Wirtschaftsweise der Stämme völlig veränderte und sie zunehmend von europäischen Waren abhängig machte, während die nur scheinbar unerschöpflichen Tierpopulationen langsam zurückgingen.

## Europäer und Indianer, britisch-französische Rivalität

### Erste Kontakte, Handel
Aller Wahrscheinlichkeit nach liefen schon im 15. Jahrhundert Fischer aus dem Baskenland und England die Fischgründe der Neufundlandbank an, und noch zwischen 1530 und 1600 zerlegten Basken in der Red Bay an der Küste Labradors Wale. Der erste Europäer, dessen Landung in Nordamerika in den Quellen greifbar ist, war Giovanni Caboto (bekannt als John Cabot). Er landete 1497 an einer nicht sicher bestimmbaren Stelle an der Ostküste und nahm drei Mi'kmaq nach England mit. Spätestens ab 1501 hatten die Mi'kmaq häufiger Kontakt mit spanischen, französischen, britischen und irischen Fischern.
Ab 1519 begann der Pelzhandel und die Küstenstämme tauschten Pelze gegen europäische Produkte, vor allem Metallwaren wie Messer, Äxte, Beile und Kessel. Bezeichnend für das gewachsene Tauschinteresse ist der Bericht Jacques Cartiers, der 1541 in der Chaleur-Bucht ankerte, wo sein Schiff von einer großen Zahl Mi'kmaq-Kanus umringt wurde, deren Besatzung mit Biberpelzen winkte. Diese Indianer wurden 1564, 1570 und 1586 von ihnen unbekannten Krankheiten heimgesucht. Die Stämme der Ostküste begannen sich zu verändern, bald führten sie wegen der Handelskontakte Krieg untereinander. Cartier hatte auch am oberen St. Lorenz Pelze bei den Irokesen eingetauscht (1534/35) und lange Zeit florierte der Handel trotz fehlender Infrastruktur im Sinne von Handelsstützpunkten. Ein Fluss- und Wegenetz, auf dem Indianer Handel betrieben, existierte schon sehr lange. Sie handelten mit Kupfer, Walrosselfenbein, verschiedenen Steinarten für Werkzeuge, Waffen und Schmuck, mit dem butterartigen Fett des Kerzenfischs, Hundehaardecken usw.

### Samuel de Champlain (bis 1635)
Algonkin, bzw. Susquehannock und Montagnais forderten Samuel de Champlain schon 1601 bei der Landung bei Tadoussac zur Unterstützung gegen die Irokesen auf. 1609 unterstützten die Franzosen die Huronen gegen die benachbarten Irokesen, mit denen sie seit Generationen im Krieg lagen. Diese Entscheidung, die trotz mehrerer Gelegenheiten nie revidiert wurde, brachte die Irokesen gegen die Franzosen auf, und sie verbündeten sich mit jedem ihrer Gegner. Dies waren zunächst die Niederländer um Fort Orange, später vor allem die Briten.
Jacques Cartier war dort, wo heute Québec und Montréal stehen, zwar auf die beiden Irokesendörfer Stadacona und Hochelaga gestoßen. Sie waren jedoch zu Champlains Zeit verschwunden. Einer der wichtigsten Verbündeten der Franzosen waren weiterhin die Huronen, die offenbar die Irokesen in diesem Raum verdrängt hatten.
1604 errichtete eine Flottenexpedition, an der auch Samuel de Champlain teilnahm, die erste Siedlung auf Saint Croix Island an der Mündung des St. Croix River. Sie wurde jedoch ein Jahr später nach Port Royal verlegt. Bald folgten weitere befestigte Anlagen wie Fort La Tour am Saint John, wo nun auch die Maliseet europäische Waren ertauschten. Doch die Verlagerung der Kolonie nach Port Royal ins Gebiet der Mi'kmaq hatte Folgen. Bereits 1607 kam es zu einem Krieg zwischen den Penobscot unter ihrem Sagamore Bashabes, der durch französische Waffen große Macht erlangt hatte, und den Mi'kmaq. Dieser Tarrantiner-Krieg, der Ausdruck ihrer Rivalität im Pelzhandel war, dauerte acht Jahre.

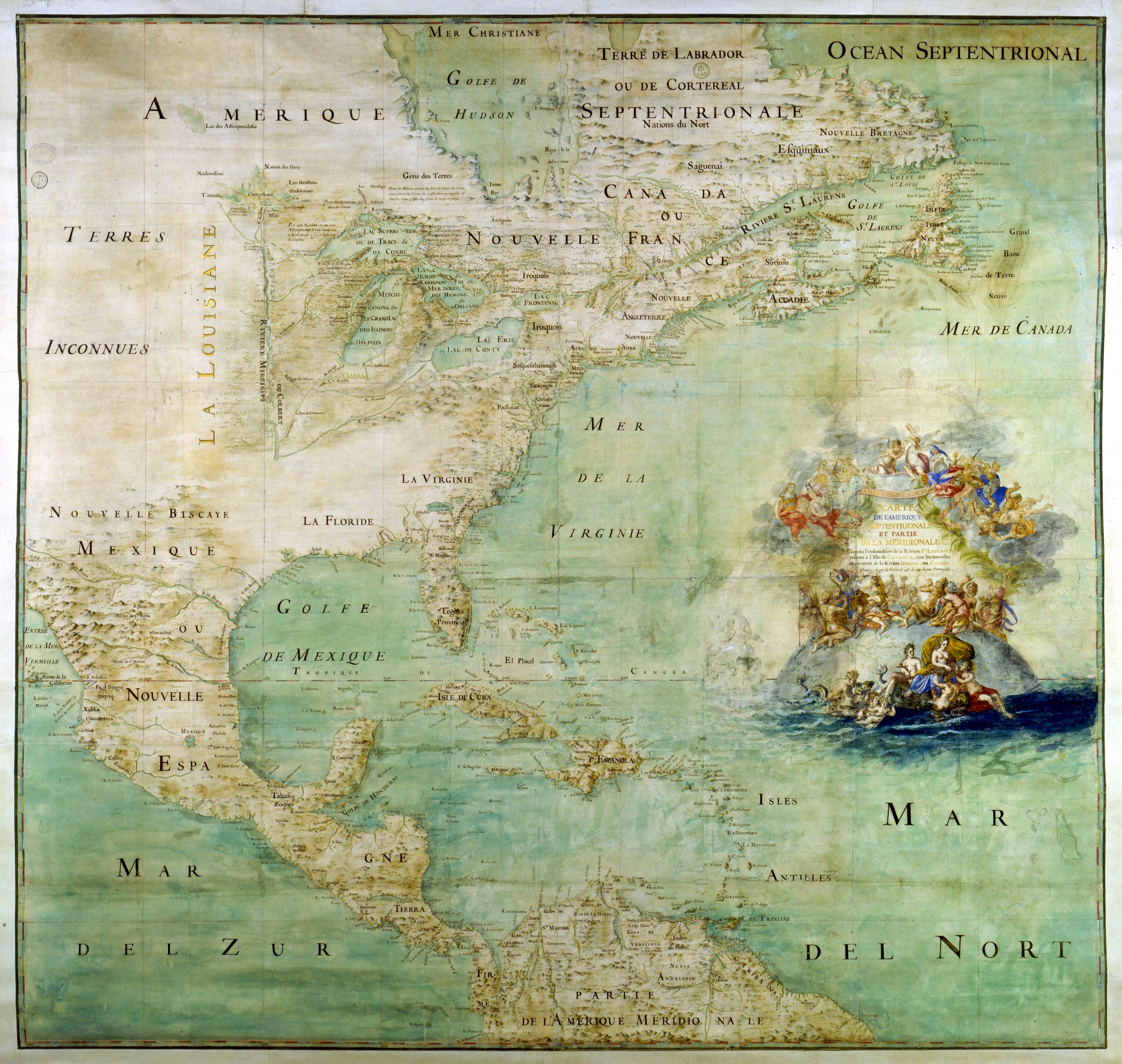
Karte des Abbé Claude Bernou, ca. 1681, mit den französischen Entdeckungen

1608 gründete Champlain die Stadt Québec mit 31 Siedlern, von denen jedoch nur neun den ersten Winter überlebten – und das auch nur mit Hilfe der umwohnenden Indianer. 1613 mussten sich die Händler von Port Royal ins nördlichere Tadoussac zurückziehen, weil Engländer ihre Kolonie niedergebrannt hatten. Im selben Jahr zog Champlain den Ottawa aufwärts, um mit dem Algonkinhäuptling Tessouat Verhandlungen um eine Insel im Fluss, die Isle des Allumettes, aufzunehmen, die als Fort geeignet schien. Nachdem er nach Frankreich zurückgekehrt und seine Reiseberichte veröffentlicht hatte, übergab er ein Gebiet von rund 30 % der Fläche Neufrankreichs an die Jesuiten in Form einer Seigneurie, einer Art Grundherrschaft. Als Champlain 1615 eine Festung der Onondaga angriff, wurde er jedoch zurückgeschlagen und verbrachte den Winter in der Region. In den folgenden Jahren ließ er Forts errichten und handelte einen Friedensvertrag mit den Irokesen aus.
1627 reiste Champlain nach Paris und überzeugte Kardinal Richelieu davon, dass es sich lohne, die Kolonie zu unterstützen. Mitten im Dreißigjährigen Krieg gründete man die Gesellschaft der 100 Assoziierten, um Auswanderer zu ermutigen. 1630 hatte Québec gerade einmal 100 Einwohner, doch deren Zahl stieg bis 1640 auf 359. Die königliche Protektion hatte aber zur Folge, dass das feudalistische System auf die Kolonie übertragen wurde. Damit wurden die Weichen gestellt, um das Land in Grundherrschaften aufzuteilen, die von Menschen bewirtschaftet wurden, die in einem Dienst- und Abgabenverhältnis zu einem Grundherrn standen. Auch die jesuitische Mission wurde so finanziert, bzw. mit Lebensmitteln und Baumaterial versorgt. Hinzu kam, dass die aus den Konfessionskriegen hervorgegangenen Grundsätze Gültigkeit erhielten, dass also nur Katholiken in Neufrankreich leben durften. Da bereits 1628 Schotten nach Akadien gekommen waren, um 1630 Engländer nach Neufundland, entspann sich eine erste militärische Auseinandersetzung, in deren Verlauf Québec 1629 von Engländern erobert wurde.
1632 gelang die Rückeroberung. 1634 entsandte Champlain Sieur de Laviolette den St. Lorenz aufwärts, der bei Trois-Rivières einen Handelsposten einrichtete. Champlain, der 1608 Québec und 1611 Montreal gegründet hatte, erreichte 1615 den Huronsee, und französische Missionare errichteten Posten entlang der Großen Seen. Als „Generalstatthalter in Neufrankreich“ schloss er 1609 das Bündnis mit den Wendat (Huronen). Die mit den Wendat und vor allem mit Champlain verfeindeten Irokesen gingen im Gegenzug eine Allianz mit den Engländern ein.
Eigentlich waren die Huronen eine Konföderation von vier oder fünf Stämmen im heutigen Simcoe County nördlich von Toronto. Man schätzt die Gesamtzahl der Bewohner ihrer 18 bis 25 Dörfer auf rund 20.000 Menschen. Die Petun um Collingwood schätzt man für 1615 auf rund 6.500 Menschen, für 1623 jedoch bereits auf über 10.000. Sie lebten in sieben bis neun Dörfern. Die Neutralen lebten auf der Niagara-Halbinsel. Ihre Konföderation bestand aus rund 30 Dörfern und etwa 40.000 Menschen. Sie nahmen zwar nicht an den Kriegen zwischen Huronen und den New Yorker Irokesen teil, also den Stämmen der Seneca, Cayuga, Onondaga, Oneida und Mohawk, doch bekriegten sie weiterhin die von ihnen vertriebenen Algonkin, die zu dieser Zeit als Feuer-Nationen bezeichnet wurden.

### Englisch-französische Konkurrenz
Der englische Entdecker Henry Hudson verbrachte den Oktober 1609 mit der Erforschung der später nach ihm benannten Hudson Bay. Er nahm die Bucht für England in Besitz. Champlains englische Gegner, mit denen er es ablehnte, Pelzhandel zu treiben, plünderten verschiedene Posten und schließlich geriet er sogar 1629 in ihre Gefangenschaft. Québec wurde bis 1632 britisch. Champlain kehrte erst nach vier Jahren nach Neufrankreich zurück. Wieder zog er gegen die Irokesen und ließ bei Trois-Rivières einen Handelsposten errichten. Er starb jedoch 1635.
Das entstehende Machtvakuum füllte der Bischof von Québec. Er veranlasste 1642 Siedler unter der Führung von Paul Chomedey de Maisonneuve, ein utopisches, christliches Siedlungsprojekt, die Ville-Marie zu gründen, den Ausgangspunkt von Montréal.
Bald schickte man Coureurs des bois (Waldläufer) aus, die unter den Indianern lebten, während die Handelsagenten ihre Forts zu Tauschzentren ausbauten. Dabei spielten die wenigen befahrbaren Flüsse, wie der St. Lorenz und der Ottawa, eine wichtige Rolle. An ihnen beanspruchten Stämme wie die Kichesipirini bereits um 1630 ein Zwischenhandelsmonopol. Außerdem kamen bereits um 1660 große Mengen von Pelzen aus dem Gebiet des Oberen Sees und von den Lakota.
1669 lieferte eine Station an der James Bay erste Pelze nach London, ein Handel, aus dem die Hudson’s Bay Company hervorging. Seit etwa 1660 versuchte der Franzose Médard Chouart des Groseilliers und sein Schwager Pierre-Esprit Radisson den durch die Vernichtung der Huronen zusammengebrochenen Pelzhandel wieder zu reaktivieren. Doch gleichzeitig versuchte Neufrankreich unter Frontenac den Pelzhandel zu monopolisieren. Dazu legten sie die erste dauerhafte europäische Siedlung in Ontario an, ein Fort an der Stelle des heutigen Kingston. Die Pelzhändlergruppe akzeptierte die Abgaben nicht und wandte sich an London, das sie großzügig privilegierte. 1670 ging daraus die Hudson’s Bay Company hervor. Sie schleuste in großem Maßstab Pelze an Fort Frontenac vorbei und schädigte damit die französische Kolonie.
Die Rivalität zwischen Franzosen und Engländern eskalierte erneut. 1686 versuchten Franzosen den englischen Handelsposten niederzubrennen. Dazu suchte man neue Pelzhandelspartner bei den westwärts siedelnden Indianern. Zwar scheiterte die Suche nach der Westgrenze des Kontinents, doch wurden Kontakte zu Indianern bis an den oberen Mississippi, kurzzeitig sogar bis nach Santa Fe im spanischen Gebiet hergestellt.

### Krieg um Handelsmonopole
1650 gelang es der Irokesen-Liga, die Mitglieder der einst mächtigen Wendat (Huronen)-Konföderation aus ihren Wohnsitzen zu vertreiben. Dabei kam ihnen zustatten, dass die Niederländer um Fort Orange sie mit Waffen versorgten, während die Franzosen Waffen nur noch gelegentlich als Geschenke an ihre Verbündeten ausgaben. Doch hatte diese Bewaffnung einen weiteren Effekt: Die Biber im Hudson-Tal verschwanden und die Irokesen drängten zur Jagd immer weiter nordwärts, dorthin, wo sich der Pelzhandel zunehmend konzentrierte. 1641 boten sie den Franzosen Frieden an, doch diese wollten ihre huronischen Verbündeten nicht fallen lassen, die ihrerseits ausgerechnet von ihren französischen Verbündeten mit schweren Krankheiten infiziert wurden, wie Masern, Grippe und dergl. Sie dürften rund 60 % der Wendat (Huronen) das Leben gekostet haben.
Die Irokesen versuchten den Handel der Wendat (Huronen) über den St. Lorenz abzuschneiden. 1648 begannen die Niederländer, Gewehre direkt an die Irokesen zu verkaufen. Im folgenden Jahr gelang diesen ein Sieg über die Huronen, bei denen nicht nur zahlreiche Gegner, sondern auch eine Gruppe von Jesuiten umgebracht wurde. Die Huronen flohen und suchten die Hilfe der Anishinabe-Konföderation an den Großen Seen. Auch die eng mit den Wendat verbündeten und verwandten Tionontati(Petun)-Konföderation entging den Kriegszügen nicht und wurde 1650 vernichtet, die Neutralen 1655. Viele von ihnen zogen dorfweise zu den Siegern, den Fünf Nationen der Irokesen, andere begaben sich nach Christian Island in den Schutz der Jesuiten, doch mussten sie im nächsten Jahr fliehen. Andere versprengte Gruppen schlossen sich den Überlebenden Wendat (Huronen) an, flohen nach Norden, dann nach Westen und landeten im Nordosten Oklahomas, wo sie die heutigen Wyandot bilden.
Samuel de Champlain nannte die Stammesgruppe der Algonkin noch Algoumequins. Deren Sprache war eine umfassende Händlersprache, deren Bezeichnung schließlich auf alle Stämme dieser Sprachfamilie übertragen wurde. 1620 schickte er Jean Nicollet zu den Kichesipirini auf die Morrison Island bzw. die Isle des Allumettes im Ottawa-Fluss, denen es gelungen war, dort ein Handelsmonopol zu errichten. Mit dem Verlust Québecs 1629 an die Briten verloren sie dieses Monopol zwar kurzzeitig, doch fünf Jahre später dominierten die französischen Pelzhändler wieder die Region. 1636 versuchten die Kichesipirini eine Koalition mit Huronen, Algonkin und Nipissing gegen die Irokesen zusammenzubringen, doch Nipissings und Bear Nation verweigerten die Unterstützung.
Das Vakuum im Handel mit den Franzosen füllten bald die Odawa oder Ottawa (auch Odawa, Odaawaa, verkürzt zu Daawaa – ‘Those men who trade, or buy and sell’, dt. ‘Jene, die handeln, oder kaufen und verkaufen’), die zusammen mit den Anishinabe (auch Ojibwa, Ojibwe oder Chippewa) und Potawatomi (auch Boodewaadamii, Pottawatomie oder Pottawatomi) die kampfstarke und berühmte Anishinabe-Konföderation oder des Council of Three Fires (dt. Rates der drei Feuer, auch bekannt als People of the Three Fires oder Three Fires Confederacy) bildeten. Schließlich begannen die Irokesen unter Führung der Mohawk und einer Stammeskoalition um die Mahican und Mohegan – sie gaben das Vorbild ab für den fiktiven Stamm der Mohikaner James Fenimore Coopers –, die Franzosen direkt anzugreifen. Selbst Montréal war 1660 nicht mehr sicher. Im Westen waren die Seneca führend. Sie vertrieben die Attawandaron oder „Neutralen“ im Süden Ontarios. Dann vernichteten sie den Stamm der Erie, die am östlichen Südufer des Eriesees gelebt hatten.

### Von derGesellschaft von Neu-Frankreichzur Kolonie, Irokesenkriege (1663 bis 1701)
Von 1628 bis 1663 unterstanden die französischen Gebiete der Handelsgesellschaft Compagnie de la Nouvelle France und nicht direkt der französischen Krone. Diese war jedoch nicht in der Lage, die Kolonie militärisch gegen die von Süden angreifenden Irokesengruppen zu schützen. So entsandte Frankreich das mehr als tausend Mann umfassende Regiment Carignant-Salières. 1663 griff Frankreich jedoch nicht nur militärisch in die lokalen Verhältnisse ein, sondern es wurde ein oberstes Verwaltungsgremium eingesetzt, das dem französischen Seefahrtsminister unterstand. Es bestand aus dem Gouverneur, der für politisch-militärische Unternehmungen verantwortlich war, einem Superintendenten, dem die eigentliche Verwaltung, Rechtsprechung und die Wirtschaft oblagen, und dem Bischof von Québec. Zunächst jedoch lähmten Machtkämpfe zwischen Chevalier de Mercy und Bischof François de Laval die Kolonie.
Dies änderte sich erst unter dem Intendanten Jean Talon (1665 bis 1672). Er versuchte möglichst viele der Soldaten im Lande anzusiedeln und unterstützte auch sonst die Besiedlungspolitik. Binnen zehn Jahren wuchs die Bevölkerung bis 1673 um rund 9000 Menschen an. Dazu trug neben der Einwanderung und einer jungen Bevölkerung erheblich bei, dass Heiraten zwischen französischen Kolonisten und Indianerinnen gefördert wurden. Die Nachkommen der Siedler, die ihre Überfahrt abarbeiten mussten, und die somit Schuldknechte waren, wurden dabei als gesellschaftlich niedriger stehend betrachtet und als „engagés“ bezeichnet. Darüber hinaus versuchte Paris den Handel zu intensivieren, der von vier bis fünf, gelegentlich sechs Schiffen pro Jahr mit durchschnittlich 165 tonneaux (à 42 Pariser Kubikfuß oder 1,44 m³) oder 237,6 m³ Ladekapazität getragen wurde. Es genügte also ein jährlicher Laderaum von 1000 bis 1500 m³. Zwar verdoppelte sich dieser Verkehr, doch war er verschwindend gering im Vergleich zu den hunderten von Schiffen, die die Fischgründe um Neufundland ansteuerten.

### Hudson’s Bay Company, Kriege um Neu-Frankreich
Ab 1670 wurde zugleich die Handelsmacht der britischen Händler durch die Gründung der Hudson’s Bay Company zusammengefasst. Gegen den wachsenden britischen Einfluss errichteten die Franzosen zahlreiche Forts, unter ihnen 1673 Fort Frontenac (heute Kingston am Ostrand des Eriesees). Es gelang den Franzosen 1667 einen Friedensschluss mit den Irokesen abzuschließen, doch nun mussten alle Männer zwischen 16 und 65 Militärdienst leisten. Zwar beruhigte sich die Lage für einige Zeit, doch 1683 begann abermals ein Krieg, den die Franzosen allerdings nun nach der Guerillaart führten, die sie von den Irokesen kannten.
Für die Umstellung auf diese Kriegsführung gab es ein entscheidendes Motiv: Die Kolonie hatte größte Mühe, Geld für Soldaten aufzubringen. Dieses Geld wurde normalerweise im Sommer, zusammen mit Handelswaren, aus Frankreich geschickt. Doch 1685 kam das Geld erst im Januar, mit acht Monaten Verspätung an, so dass sich die Soldaten bei Siedlern verdingen und mit Spielkarten „bezahlt“ werden mussten. Erst mit der Ankunft ihres Solds konnten sie die Spielkarten gegen Münzen eintauschen. Was anfangs gut funktionierte, wurde ab 1690 jährlich praktiziert, führte aber zum Wertverfall, so dass die Inflation für 1713 auf 400 Prozent geschätzt wird. Nun versuchte man sich mit Krediten zu behelfen, doch Bargeld wurde so rar, dass 1729 auf Ersuchen der Kaufleute Neufrankreichs der König wieder die Ausgabe von Spielkarten gestattete. Doch um 1755 war das Vertrauen in die Geldpolitik endgültig erschöpft. Der Handel reduzierte sich auf Tauschhandel, alle anderen Transaktionen wurden stark behindert. Dazu kam, dass die Bevölkerung begann, die wenigen Münzen zu horten und zu verstecken, um sie vor Konfiskation zu schützen.
Eines der wichtigsten Tauschgüter, der Biberpelz, stand ebenfalls nur unter starken Schwankungen zur Verfügung. Frankreich versuchte, Montréal zum einzigen Handelszentrum für Pelze zu machen. Dies war jedoch für die Irokesen nicht tragbar, deren Führer inzwischen selbst vom Tauschhandel abhingen, denn sie gewannen Anerkennung und Prestige durch das Verschenken begehrter Waren, die sie überwiegend gegen Pelze erhielten. Für die Führungsgruppen unter den Indianern wurde die Frage der Pelzmonopole zur Existenzfrage. So griffen sie 1687 Montréal an.
Die Gründung der Hudson’s Bay Company machte den Franzosen darüber hinaus von englischer Seite her ihr Monopol streitig. Dadurch, dass sie 1664 den Niederländern Neu-Amsterdam abnehmen konnten, schlüpften die Engländer nun in deren Rolle und konnten die Irokesen nach Bedarf mit Waffen versorgen, die sie gegen die Franzosen brauchten. Diese wiederum gründeten ab 1682 eigene Handelsposten an der Hudson Bay und nahmen so Neufrankreich militärisch und wirtschaftlich in die Zange.
Die Fronten zwischen Franzosen und Briten in Nordamerika waren damit klar. Als der King William’s War ausbrach (1689 bis 1697), wurde damit eine Kette von Stellvertreterkriegen ausgelöst, die die beiden Kolonialmächte mit Hilfe ihrer indianischen Verbündeten in Nordamerika austrugen. In der Schlacht von Québec wurden die angreifenden neuenglischen Truppen besiegt. Am Ende des König-William-Kriegs kam es ab 1698 zu Verhandlungen und 1701 zu einem Friedensschluss mit den Irokesen (Großer Friede von Montreal). Was in diesem Falle der Pfälzische Erbfolgekrieg als europäischer Krieg war, war im Fall des sich anschließenden Queen Anne’s War von 1702 bis 1713 ein Stellvertreterkrieg während des Spanischen Erbfolgekrieges. Ähnliches gilt für den King George’s War (1740 bis 1748) und den Österreichischen Erbfolgekrieg. Schließlich kam es während des Siebenjährigen Krieges von 1756 bis 1763 in Nordamerika zum Krieg zwischen Briten, Franzosen und indianischen Gruppen.

Neufrankreich, Zusammenfassung der Gebiete zwischen 1504 und 1803

In der Friedensphase zwischen 1713 und 1740 gelang es Neufrankreich, seinen Handel trotz des Monopolverlustes und seiner prekären Infrastruktur – die St.-Lorenz-Mündung war nur so lange offen, wie Louisbourg, eine Festungsstadt mit mehreren tausend Einwohnern, standhielt – auszubauen. Der Bau einer Straße, des Chemin du Roy, zwischen Québec und Montréal schuf eine sicherere Verbindung. Québec wurde 1722 zu einer eigenständigen Kolonie innerhalb Neufrankreichs; seine Einwohnerzahl war auf 24.594 angestiegen. Diese Phase intensivierten Handels endete abrupt, als William Shirley, der Gouverneur des britischen Massachusetts, 1745 Louisbourg angriff. Zwar musste die Festung im Frieden von Aachen 1748 zurückgegeben werden, doch Generalgouverneur Comte de La Galissonière schätzte die Lage so ein, dass die Briten nur darauf warteten, Neufrankreich endgültig in ihren Besitz zu bringen. Schon 1749 wurde die Ohio Company gegründet, deren Ziel es war, britische Kolonisten im von Frankreich beanspruchten Ohio-Tal anzusiedeln. Mit dem Beginn des Siebenjährigen Krieges eskalierte die über Jahre aufgebaute Spannung. Die rund 50.000 Franzosen standen gegen inzwischen rund eine Million britische Siedler. 1759 eroberten Briten Québec. 1760 ergab sich die Kolonie, 1763 schuf der Pariser Frieden Tatsachen: Neufrankreich wurde britisch.

## Britische Kolonialherrschaft

### Quebec

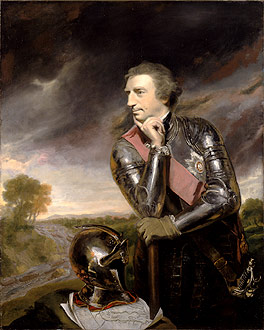
Jeffrey Amherst, Befehlshaber der britischen Armee und erster Gouverneur der Provinz Quebec, v. Joshua Reynolds 1765

Nach der Kapitulation Montréals im Jahr 1760 wurde Neufrankreich einer Militärregierung unterstellt, die Jeffrey Amherst führte. Ihm war die Eroberung Louisbourgs gelungen, woraufhin er zum Oberbefehlshaber der britischen Streitkräfte in Neufrankreich aufgestiegen war. Doch glaubte er, die Beziehungen zu den Indianern nicht mehr pflegen zu müssen, und beendete 1761 die Austeilung von Geschenken an die Häuptlinge. Diese verloren dadurch ihre durch Weiterverschenken gesicherte Position, womit Amherst die Stellung seiner stammesinternen Verbündeten untergrub. Den Kolonialmächten feindlich gesinnte Gruppen gewannen die Oberhand. Ihre Befürchtungen wurden dadurch bestätigt, dass Amherst den Verkauf von Waffen und Munition beschränkte, was langfristig einer Entwaffnung gleichkam. Amherst war in der Folge mit dem Pontiac-Aufstand beschäftigt und scheute sich nicht, auch Pocken als Waffen einzusetzen, indem er darüber korrespondierte, infizierte Decken zu verteilen.
Der Pariser Frieden von 1763 brachte inzwischen das ehemals französische Gebiet auch formell in britische Hand. Man hoffte nach dem Pontiac-Aufstand rassistische Feindseligkeiten verhindern zu können. Die britische Regierung machte daher das riesige Gebiet in der Königlichen Proklamation von 1763 zur Provinz Québec, grenzte indianische und britische Landansprüche gegeneinander ab. Ein erheblicher Teil der französischen Führungsschicht verließ die Provinz Richtung Frankreich, vor allem Akadier wurden deportiert. Die französischen Güter wurden zu großen Teilen eingezogen, der Kontakt der Verbliebenen zu Frankreich wurde abgeschnitten. Frankreich seinerseits unterstützte den Kampf der Amerikaner gegen Großbritannien im Unabhängigkeitskrieg. Infolge des Indianeraufstands unter Pontiac änderte die britische Regierung ihre Politik gegen die Franzosen. Im Quebec Act von 1774 garantierte London der französischen Mehrheit den Schutz ihrer Muttersprache und ihrer Konfession. Als amerikanische Truppen nach Montréal vordrangen, ergriffen die Franko-Amerikaner nicht ihre Partei, sondern verteidigten Québec.
Die französisch-katholische Mehrheit geriet dadurch in die Minderheit, dass nach dem Ende des Amerikanischen Unabhängigkeitskrieges mehr als 50.000 Flüchtlinge, als Loyalisten bezeichnet, in den verbleibenden Teilen des britischen Kolonialreichs in Nordamerika angesiedelt werden mussten. Dabei lag der Zahl der Frankophonen bei 90.000.

### Niederkanada
Der britische Bevölkerungsanteil wuchs damit so stark, dass man im Verfassungsgesetz von 1791 die Provinz Quebec aufteilte. So entstand das mehrheitlich englischsprachige Oberkanada und Niederkanada, wo eine Mehrheit Französisch sprach. Damit erhielten die Franko-Amerikaner 30 Jahre nach der Niederlage gegen die Briten wieder ein Gebiet mit, wenn auch begrenzter, Autonomie.
Neben der nationalsprachlichen Abtrennung wurden große Teile des Landes nun nicht mehr als so genannte clergy reserve reserviert. Dieses Land, das seit 1791 dem Unterhalt des anglikanischen Klerus' gedient hatte, wurde damit frei für industrielle Nutzung und Siedlung. Die Kolonialverwaltung beendete damit ein System, das schon in Neufrankreich seit über 150 Jahren etabliert war.
Die seigneurie royale, die 1627 eingeführte feudalistische Ordnung, bei der ein Lehnsherr vom König Land erhielt und dies gegen Dienste und Abgaben weiterverlieh, bestand jedoch fort.
Der Parti canadien als Vertreterin der frankophonen Mehrheit gelang es zu verhindern, dass die Beschlüsse des Unterhauses nur noch in Englisch protokolliert wurden. Unter Führung von Pierre-Stanislas Bédard verlangte sie die Besetzung der Sitze im Oberhaus durch die gewählte Legislative Assembly, das Unterhaus, wo die Frankophonen in der Mehrheit waren. 1806 gründete sie die Zeitung Le Canadien. 1811 folgte James Stuart dem im Jahr zuvor verhafteten Bédard als Parteiführer. 1815 wurde Louis-Joseph Papineau Sprecher des Unterhauses. 1822 ging er zusammen mit John Neilson nach London und legte dort 60.000 Unterschriften gegen das Union project vor. 1826 benannte sich die Partei in programmatischer Weise in Parti patriote (patriotische Partei) um und wurde von Papineau geführt. Sie legte 1834 eine Liste von Reformforderungen vor, die so genannten Zweiundneunzig Resolutionen.

### Der Einfluss der USA, Assimilierungsversuche,responsible government
Die Spannung zwischen Großbritannien und den seit 1783 für unabhängig erklärten USA schwelten weiter und entzündeten sich schließlich daran, dass die Briten zahlreiche Amerikaner, die sie weiterhin als ihre Untertanen betrachteten, in ihren Flottendienst pressten. Erst der Frieden von Gent beendete den Britisch-Amerikanischen Krieg mit einer gewissen Verzögerung Anfang 1815. Drei Jahre später legten die Kriegsgegner weitere Konflikte im Londoner Vertrag bei.
Ein Verbund aristokratischer Familien, die so genannte Clique du Château, beherrschte noch immer Wirtschaft und Politik. Doch gegen diese Vorherrschaft wehrten sich republikanische Gruppen. 1837 brachen zwei Aufstände aus, die beide die Einführung der Selbstverwaltung zum Ziel hatten, die von Louis-Joseph Papineau angeführte Niederkanada-Rebellion und die von William Lyon Mackenzie angeführte Oberkanada-Rebellion.
Zwar wurden die beiden Aufstände rasch niedergeschlagen, doch die britische Regierung entsandte Lord Durham, um die Ursachen der Unruhen zu ermitteln. Er schlug eine weitgehende Selbstverwaltung vor, dazu die Vereinigung von Ober- und Niederkanada, um die französischen Kanadier schrittweise zu assimilieren. London folgte seinen Vorschlägen und mit dem Act of Union wurden in einem ersten Schritt die beiden Kolonien zur Provinz Kanada vereinigt.
Das Recht zur Selbstverwaltung erhielt die Kolonie 1848. Zur weiteren Unterscheidung sprach man nun von Canada West und Canada East. Erster Gouverneur war Charles Bagot (1841 bis 1843). Er sah sich gezwungen, die Reformer Louis-Hippolyte La Fontaine im Osten und, auf dessen Druck, Robert Baldwin, zuzulassen. Bagots Nachfolger Charles Metcalfe verweigerte jedoch jede Konzession an die Führer der Reformerblöcke, doch stimmte er der Amnestie der Rebellen von 1837 zu. 1846 bestimmte jedoch Kolonialsekretär Lord Albert Grey, dass der Vizegouverneur nicht gegen die Mehrheit der Bevölkerung regieren sollte. 1848 beauftragte er Baldwin und La Fontaine zur Bildung einer Regierung. Im selben Jahr änderte London seine Kolonialpolitik in einem weiteren entscheidenden Punkt, nämlich der merkantilistischen Ausrichtung seiner Wirtschaft. Dementsprechend wurden die Getreidegesetze (Corn Laws) liberalisiert. Die Tories im Osten, die von merkantilistischen Bestimmungen bis dato am meisten profitiert hatten, reagierten empört mit einem Manifest (dem Montreal Annexation Manifesto), in dem sie zum Beitritt zu den USA aufforderten. 1849 eskalierte der Konflikt, als eine neue Steuer, die zur Entschädigung der nicht verurteilten Aufständischen von 1837 erhoben werden sollte, eingeführt wurde. In Montréal, das von 1843 bis 1849 Hauptstadt der Provinz war, kam es seitens der englischsprachigen Bevölkerung zu zweitägigen Straßenkämpfen, in deren Verlauf das Regierungsgebäude am 25. April 1849 in Flammen aufging. In den nächsten Jahren wechselten sich Toronto und Québec im Status der Provinzhauptstadt ab. Königin Victoria entschied letztlich, dass die Hauptstadt des späteren Kanada Ottawa, an der Grenze zwischen französischem und englischem Sprachgebiet gelegen, Hauptstadt des entstehenden Dominions Kanada werden sollte.
Die beiden Sprachgebiete nahmen weiterhin unterschiedliche Entwicklungen. 1806 hatten in ganz Kanada noch 430.000 Menschen gelebt. 1851 lebten allein in Canada West über 950.000 Einwohner, in Canada East 890.000, in ganz Kanada 2.436.000. Damit hatte der englischsprachige Westen den französischsprachigen Osten erstmals überflügelt.
1854 einigte sich London mit den USA auf die Abschaffung zahlreicher Schutzzölle, so dass Holz, Fisch und Getreide dorthin ausgeführt werden konnten, ein Handel, der durch den Bau mehrerer Kanäle und durch die Grand Trunk Railway nach Montréal und weiter nach Halifax stark gefördert wurde. Dieser intensivierte Handelsaustausch mit seinen entstehenden Interessengruppen wurde zu einem der wichtigsten Integrationsfaktoren für das im Entstehen begriffene Kanada. Andererseits begann sich die Freiheit der politischen Entscheidung auch dahingehend auszuwirken, dass in West und Ost immer wieder verschiedene politische Ausrichtungen die Oberhand gewannen. So entschied sich 1858 der Westen für die Liberalen, der Osten für die Konservativen. Eine Koalitionsregierung zwischen John Macdonald und Antoine-Aimé Dorion stürzte bereits nach wenigen Tagen. Alexander Tilloch Galt, der Vizegouverneur, der die Koalitionäre zur Regierungsbildung aufgefordert hatte, forderte nun eine Vereinigung der britischen Kolonien in Nordamerika, um den USA etwas entgegenzusetzen.
In die gleiche Richtung wirkte die Bewegung für eine verantwortliche Regierung (responsible government), die deshalb so genannt wurde, weil sie sich in erster Linie für die Provinz in der Verantwortung sah, nicht für das Britische Weltreich. Bereits um 1840 neigte der Vizegouverneur, der das Recht hatte, Mehrheitsbeschlüsse zu kassieren, dazu, diese zu unterstützen. Im Fall der Entschädigungen für diejenigen unter den Rebellen von 1837, die nie rechtskräftig verurteilt wurden, führte dies sogar zum Brand des Parlaments von Montréal im Jahr 1848 (s. o.).
Eine unüberwindbare politische Pattsituation zwischen englisch- und französischsprachigen Abgeordneten sowie die Angst vor amerikanischer Aggression während des Sezessionskriegs waren dafür ausschlaggebend, dass sich die führenden Politiker in Britisch-Nordamerika in mehreren Konferenzen darauf einigten, die verschiedenen britischen Kolonien zu vereinigen. Auch die Londoner Konferenz von 1866 unterstützte diese Linie. Mit der Gründung der Kanadischen Konföderation am 1. Juli 1867 wurde die Provinz Kanada entlang der alten Grenzen in Québec und Ontario geteilt.

## Québec als Teil Kanadas (ab 1867)

### Die Anfänge der Provinz,Ultramontanismus, Sprachenstreit
Mit dem Verfassungsgesetz von 1867, das am 1. Juli des Jahres in Kraft trat, wurden die britischen Kolonien New Brunswick und Nova Scotia mit der Provinz Kanada zur Kanadischen Konföderation vereinigt. Die Provinzen sollten im Unterhaus proportional zur Bevölkerung vertreten sein, jede Provinz war jedoch mit 24 Sitzen im Senat vertreten. Erster Premierminister wurde John Macdonald, der als einer der Väter der Konföderation gilt. Ähnlich wie 1871 British Columbia, so machten New Brunswick und Nova Scotia den Bau einer Eisenbahnverbindung zur Vorbedingung (vgl. Intercolonial Railway).
Bereits die Red-River-Rebellion der Französisch sprechenden und katholischen Métis in Manitoba verursachte starke Spannungen innerhalb der Konföderation, denn Ontario und Québec waren Gegner bzw. Befürworter der Forderungen des Métis-Führers Louis Riel. Dies wog umso schwerer, als die beiden Provinzen bei weitem die meisten Einwohner hatten. Wie verhärtet die Fronten waren, zeigt das Verhalten von Ignace Bourget, Bischof von Montréal von 1840 bis 1876. Er gehörte zu den Ultramontanen und verweigerte einigen Mitgliedern wissenschaftlicher Gesellschaften sogar das Begräbnis, weil diese Gesellschaften Bücher besaßen, die auf dem Index standen. Das galt etwa für das Institut Canadien de Montréal.
Erneut brach der Konflikt zwischen den Sprachnationen und den Konfessionen aus, als Louis Riel 1885 die Nordwest-Rebellion führte, die eine eigene Provinz für die Métis forderte. Zahlreiche Protestanten forderten die Todesstrafe für Riel. Im Manitoba-Schulstreit spaltete sich das Land von 1890 bis 1896 erneut entlang der Sprachen- und Konfessionsgrenze. Mit der so genannten Regulation 17 begrenzte Ontario im Juli 1912 den Gebrauch der französischen Sprache nach dem ersten Schuljahr und verbot ihn sogar nach dem vierten. Diese Regelung blieb bis 1927 in Kraft und die Aufhebung wurde auch nur aus bündnisstrategischen Gründen mit der Regierung von Québec gegen die Bundesregierung durchgeführt.
Während die Konflikte, vor allem zwischen Ontario und Québec Kanadas Zusammenhalt immer wieder gefährdeten, erweiterte der Staat, vor allem durch den Kauf des Gebiets der Hudson’s Bay Company (Ruperts Land) im Jahr 1870 sein Staatsgebiet ungemein. Québec profitierte insofern davon, als es sein Gebiet mehr als verdreifachen konnte. Am 13. Juni 1898 wurde das Gebiet bis zur Küste der James Bay zur Provinz geschlagen, am 15. Mai 1912 der Ungava-Distrikt im Norden Labradors. Am 11. März 1927 musste Québec allerdings nach einem Schiedsspruch des Justizkomitees des Privy Councils Gebiete an das Dominion Neufundland abtreten.
Mit der Industrialisierung, vor allem von Montréal, aber um 1900 zunehmend auch in anderen Städten, nahm die Urbanisierung zu, die Bevölkerungszahl stieg deutlich an. Doch ist gerade die wirtschaftliche Entwicklung des Landes, insbesondere seit der Weltwirtschaftskrise, kaum erforscht. Daher sind auch bis heute die Auswirkungen etwa des Regierungshandelns völlig unklar. Die an vielen Stellen diskutierte Frage, ob Québecer Unternehmer eher „vorkapitalistisch“ agierten, ist nicht im Ansatz zu beantworten.
Weiterhin dominierte eine englischsprachige Industriellengruppe in Montreal die Wirtschaft, doch die Verlagerung auf die Bodenschätze ermöglichte auch den Frankophonen eine stärkere Partizipation. Dennoch blieb die frankophone Gruppe eher ländlich-konservativ geprägt und verfolgte isolationistische bis separatistische Ziele. Diese Zweiteilung in Kultur- und Sprachblöcke herrschte bis Ende der 1950er Jahre vor.

### Separatismus
Im Zuge der Stillen Revolution (révolution tranquille) entstanden mehrere politische Gruppierungen, die sich aus dem engen Provinzialzusammenhang zu lösen begannen. Sie agierten als regionaler Arm größerer politischer Bewegungen. Die Front de libération du Québec (FLQ) verübte zwischen 1963 und 1970 mehr als 200 Bombenanschläge und Banküberfälle, deren Opfer vor allem englischsprachige Québecer waren, um aus der Provinz einen marxistischen Staat zu machen. Die Terrorwelle gipfelte in der Oktoberkrise, als die Organisation am 5. Oktober 1970 einen britischen Diplomaten und fünf Tage darauf den Vizepremier Québecs entführte, den die Polizei erdrosselt auffand. Am 16. Oktober verhängte Premierminister Pierre Trudeau den Ausnahmezustand und setzte sieben Armeebataillone zur Beruhigung der Lage in der Provinz ein. Diese Maßnahme sowie verdeckte Operationen führten zur Zerschlagung der FLQ, die beabsichtigt hatte, die Initialzündung für einen revolutionären Arbeiteraufstand zu liefern.
Erfolgreicher waren die Anhänger der Parti Québécois unter Führung von René Lévesque, die auf den politischen Dialog setzten. Bereits 1974 konnten sie durchsetzen, dass Französisch zur alleinigen Amtssprache erhoben wurde. Als weitergehendes Ziel verfolgten sie die Unabhängigkeit. 1976 bildeten sie erstmals die Provinzregierung und 1977 wurde mit der Charta der französischen Sprache der Gebrauch des Englischen zurückgedrängt. Dennoch gelang der Partei Quebecs nicht die Loslösung von Kanada, denn beim Referendum von 1980 entschieden sich 59,6 % der Wähler gegen eine Unabhängigkeit. Bis heute hat Québec noch immer nicht das Verfassungsgesetz von 1982 ratifiziert, obwohl Ottawa der Provinz entgegenzukommen versuchte. Im Meech Lake Accord und im Charlottetown Accord wurde die Gesellschaft Québecs als eine „sich unterscheidende Gesellschaft“ anerkannt, doch scheiterten diese Verfassungsrevisionen 1989 und 1992 am anglokanadischen Widerstand.
Die Parti Québécois errang 1994 abermals einen Wahlsieg und initiierte 1995 ein zweites Unabhängigkeitsreferendum. Mit 50,58 % zu 49,42 % entschied sich Quebec mit einer hauchdünnen Mehrheit für den Verbleib bei Kanada. Daran änderte auch nichts mehr, dass die Föderalisten nicht nur ein Vielfaches dessen für ihre Kampagne ausgaben, was die Separatisten aufbrachten, sondern dabei auch noch Staatsgelder einsetzten. 1998 entschied der Oberste Gerichtshof (Renvoi relatif à la sécession du Québec) auf Anfrage der Regierung, dass eine Provinz sich nicht einseitig für unabhängig erklären könne.
Damit wurde eine noch kompliziertere Situation geschaffen, denn dieser Bescheid des Gerichtshofs ist nicht bindend, einem solchen wurde aber auch noch nie widersprochen. Des Weiteren wurde die Verantwortung, falls es in Québec zu einem erfolgreichen Separationsreferendum kommen sollte, auf die anderen Provinzen übertragen, die sich dann entscheiden können, ob sie in Verhandlungen eintreten wollen. Das war auch den Kontrahenten bewusst, und so versuchte man im Clarity Act vom 15. März 2000 festzulegen, unter welchen Bedingungen die Bundesregierung gegebenenfalls in Verhandlungen eintreten könne. Weiterhin haben die Provinzen ein Anrecht auf Referenden über die Separationsfrage, doch sind sie nur bei einer „relevanten“ Mehrheit eine Aufforderung zu Verhandlungen, bei denen alle Premierminister der Provinzen und die Bundesregierung hinzugezogen werden müssen. Außerdem muss die Verfassung gegebenenfalls geändert werden.
Die konservative Bundesregierung von Stephen Harper stellte in diesem nun stark verengten Rahmen gegenüber den Québecern am 27. November 2006 fest, dass sie sie als „Nation innerhalb eines geeinten Kanadas“ anerkenne, dass aber dessen Einheit nicht in Frage gestellt werden könne. Das Gesetz sollte 2011 auf Initiative des Abgeordneten André Bellavance widerrufen werden, doch wurde dies 2013 abgelehnt.